# Тулуза (футбольный клуб, 1937)
«Тулуза» — бывший французский футбольный клуб из одноимённого города.

## История
Клуб был основан в 1937 году, домашние матчи проводил на арене «Стадьом де Тулуз», вмещавшей на тот момент 10 000 зрителей. Наилучших результатов клуб добился в 50-х годах XX века, когда выиграл серебро чемпионата Франции и побеждал в национальном кубке.
В 1967 году клуб прекратил своё существование, влившись в клуб «Ред Стар». В 1970 году в Тулузе был создан новый клуб с аналогичным названием, который при этом не имеет никакого отношения к клубу «Тулуза» 1937 года создания и не является его правопреемником.

## Достижения
- Чемпионат Франции:
  - Вице-чемпион: 1955.
- Кубок Франции:
  - Победитель: 1957.

## Выступления в еврокубках
| Сезон   | Турнир        | Раунд     | Страна                   | Клуб             | Счёт     |
| ------- | ------------- | --------- | ------------------------ | ---------------- | -------- |
| 1966/67 | Кубок ярмарок | 2-й раунд | Флаг Румынии (1965—1989) | Динамо (Питешти) | 3-0, 1-5 |